# Соловчиха
Соловчиха — село в Радищевском районе Ульяновской области России. Входит в состав Дмитриевского сельского поселения.

## Название
Основано в XVII-XVIII веке. Названо по имени владельца помещика Соловцова. Также имело второе название Никольское по церкви Николы Угодника, расположенной в селе (разрушена в 1930-х годах). 

## История
Село Соловчиха (Старая Соловчиха, Никольское), село на реке Сизень, возникло не позднее второй половины XVII века. Церковь была построена в 1713 году воеводой Гаврилом Ивановичем Соловцовым. До 1924 года — волостное село. В пяти верстах от села имеется в лесу каменная пещера, с которой связано немало легенд. 
При создании Симбирского наместничества в 1780 году, село Николаевское Соловцово тож, помещиковых крестьян, однодворцев, вошло в состав Сызранского уезда.
В 1859 году село Соловчиха входила в состав Верхне-Мазинской волости Сызранского уезда Симбирской губернии,состояло из 185 дворов и насчитывало 1353 жителя. 
В 1877 году, путём выделения крестьян из села Соловчиха, по ходатайству Дмитрия Дмитриевича Мардарьева, крестьянина из удельного общества, возникло село Дмитриевка. 
В 1879 году Ольгой Ивановной Дряницыной был построен каменный храм. Престолов в нём три: глав- ный в честь Преображения Господня и в приделах: в правом в честь Владимирской иконы Божьей Матери и в левом во имя Святителя и Чудотворца Николая. 
По данным переписи 1897 года село состояло из 209 дворов, в которых проживало 559 мужчин и 615 женщин, была церковь и земская школа.

## Население
- В 1859 году в 185 дворах жило 1353 человека[4].

- На 1897 год село состояло из 209 дворов, в которых проживало 559 мужчин и 615 женщин.

## Достопримечательности
- На территории Дмитриевского сельского поселения располагается уникальный экологический объект, получивший название "Долина Солнечных орлов". Под названием «Приволжская лесостепь» или «Долина Солнечных орлов» эта территория включена в международные каталоги ключевых орнитологических территорий. «Солнечный орел» - это перевод латинского названия этой птицы (Aquila heliaca), а свое русское имя «могильник» орел получил за то, что для своих гнездовий предпочитает могильные курганы и другие возвышенности. Именно его двуглавое изображение украшает российский герб, и поэтому он заслуживает особо уважительного к себе отношения[8].
- Памятник погибшим воинам в Великой Отечественной войне (1975)[9]
- Гора Святогор – место является центром долины солнечных орлов, их смотровой точкой. На горе растут растения, такие как эфедра, адонис, мордовник[10].